# Lanestosa
Lanestosa ou familièrement Isasti est une commune de Biscaye dans la communauté autonome du Pays basque en Espagne. À ne pas confondre avec le coureur cycliste espagnol Jésus Loroño.

## Toponymie
Jusqu'à moitié du XIXe siècle le nom du village était habituellement écrit comme la Nestosa. Ainsi il est par exemple mentionné dans le livre Bergara des Episodios Nacionales, ou officiellement dans les recensements de 1842 et 1860. Dans le recensement de 1857, il figure officiellement comme Nestosa. Postérieurement il est devenu plus habituel de l'écrire Lanestosa, et ainsi ce nom est parvenu jusqu'à nos jours. Le gentilé des habitants de Lanestosa est nestosano et nestosana (en espagnol).
Les philologues croient que Lanestosa est un phythonyme (toponyme en rapport avec la végétation). L'origine du toponyme est à chercher dans le latin vulgaire genesta, qui, en castillan évolue pour donner le mot hiniesta, qui est un arbuste plus connu actuellement sous le nom de genêt. La signification étymologique du nom serait la (ville ou village) hiniestosa (la ville ou le village avec d'abondants genêts).
L'évolution phonétique du nom est celle-ci : Genestosa (prononcé yenestosa) → Enestosa → Nestosa, toujours avec l'article « le » devant.
L'origine romane du toponyme est expliquée parce que dans l'extrémité la plus occidentale de Biscaye, (Las Enkarterri), le castillan a été la langue commune de la population depuis des temps très anciens, au contraire du reste de la Biscaye où la langue commune était le basque. Par ce même fait la population manquait d'un toponyme traditionnel en langue basque.
En 1979, Euskaltzaindia ou l'académie de la langue basque a proposé comme nom en langue basque de la ville (outre le nom Lanestosa lui-même) Isasti, toponyme plus petit existant aux autres parties du Pays basque et qui a aussi la signification étymologique de genêt. Toutefois ce nom n'a pas été trop accepté et lié à son caractère artificiel, a fait que Euskaltzaindia elle-même le retire dans une mise à jour postérieure de sa nomenclature de localités biscaïenne qui a été publié en 2007. Lanestosa doit aussi être utilisé comme nom en langue basque de ville.

## Histoire
Lanestosa a reçu le titre de Villa le 6 juin 1287, des mains du Seigneur de Biscaye, Diego Lope Díaz III de Haro, un privilège qui répondait à l'intérêt de réglementer les voies naturelles de pénétration depuis la Castille à la mer, à travers le port de Los Tornos. Quand Díaz de Haro fondera cette ville, il prétend consolider une population stable au bord d'un chemin transité depuis des temps très anciens et étranger à la seigneurie : celui qui relie les montagnes de Burgos avec la cantabrie.

## Fêtes
Les deux festivités plus importantes se tiennent le 5 août (Nuestra Señora des Nieves, Notre Dame des Neiges) et le 16 août (San Roque)

### Sources
- (es)/(ca) Cet article est partiellement ou en totalité issu des articles intitulés en espagnol « Lanestosa » (voir la liste des auteurs) et en catalan « Lanestosa » (voir la liste des auteurs).